# František Ryšánek
František Ryšánek (26. srpna 1877 Výšovice – 23. června 1969 Praha) byl český filolog, bohemista, žák Jana Gebauera, profesor Univerzity Karlovy, akademik Československé akademie věd. Zabýval se starou češtinou a staročeskou literaturou, zejména dílem Tomáše ze Štítného.

## Život
Narodil se 26. srpna 1877 ve Výšovicích na Hané jako třetí z pěti dětí domkáře Františka Ryšánka. Gymnázium absolvoval v Kroměříži a poté studoval na filozofické fakultě české Karlo-Ferdinandovy univerzity slovanskou a germánskou filologii (1897–1901). Vedle hlavních profesorů Gebauera a Mourka poslouchal také Pastrnka, Drtinu, Hostinského a jiné. Ještě před získáním aprobace začal učit na středních školách. Nejprve suploval na gymnáziu v Žitné ulici (1901/2), poté na reálce v Karlíně (1902/3). V roce 1903 získal aprobaci z němčiny a češtiny a stal se profesorem na soukromém reálném gymnáziu a státní reálce v Moravské Ostravě (1903–1908). V letech 1908–1926 byl profesorem na žižkovské reálce v Praze.
V roce 1909 se stal doktorem filozofie (PhDr.) po úspěšné obhajobě práce Kulturněhistorické narážky ve štítenském Sborníku jezuitském. V roce 1922 se na pražské univerzitě habilitoval pro obor „české mluvnice a staré české literatury", a to na základě práce Prameny k Řečem besedním Tomáše Štítného. Jako tzv. soukromý docent nebyl za své přednášky honorován, a tak musel zároveň i nadále učit na žižkovské reálce.
To se změnilo až v roce 1926, kdy byl jmenován řádným profesorem československé filologie na Filozofické fakultě Univerzity Komenského v Bratislavě. Přednášel nejen literaturu, nýbrž i historickou mluvnici a staroslověnštinu. V letech 1932–1933 byl děkanem filozofické fakulty. V roce 1938 došlo k ustavení slovenské autonomní vlády a Slovensko získalo autonomii. V následujícím roce došlo k odtržení Slovenska od Československé republiky. Již po vyhlášení autonomie bylo ze Slovenska vyhnáno mnoho Čechů. Ve školním roce 1938/9 musel bratislavskou univerzitu spolu s dalšími českými kolegy opustit i František Ryšánek. Přešel na Filozofickou fakultu Masarykovy univerzity v Brně, kde byl jmenován profesorem české řeči a starší české literatury. Tam ho zastihlo uzavření českých vysokých škol 17. listopadu 1939. V roce 1941 byl penzionován.
Když byly po skončení války české vysoké školy opět otevřeny, působil krátce na Masarykově univerzitě v Brně, ale už v listopadu 1945 byl povolán do Prahy, a to na Filozofickou fakultu Univerzity Karlovy jako profesor českého jazyka a dějin středověké české literatury. Na pražské filozofické fakultě působil až do roku 1959, kdy odešel do výslužby. Externě pracoval i v Ústavu pro jazyk český ČSAV a vedl v něm oddělení pro dějiny jazyka.
Byl členem několika učených společností: Královské české společnosti nauk v Praze, České akademie věd a umění, Učené společnosti Šafaříkovy v Bratislavě. Od roku 1952 byl členem-korespondentem Československé akademie věd, v roce 1955 byl zvolen akademikem ČSAV a zároveň se stal doktorem filologických věd (DrSc.). V roce 1957 obdržel „za celoživotní práci v oboru starého českého jazyka a literatury" Řád práce.
František Ryšánek zemřel v Praze dne 23. června 1969.
Jeho dcera Božena (1910–1986) byla manželkou literárního historika Felixe Vodičky.

## Dílo
Těžištěm Ryšánkovy vědecké činnosti byla oblast staročeského jazyka a písemnictví. Stejně jako Jan Gebauer, jeho učitel, kladl i Ryšánek důraz na podrobnou a přesnou práci filologickou, v níž viděl základ jazykovědného bádání. Nepublikoval velké syntetické práce, ale věnoval se kritice, výkladu a vydávání památek staré české literatury. Často si vybíral a zpracovával zdánlivě drobné, ale vždy zauzlené otázky. Osou jeho vědecké činnosti se stalo dílo Tomáše ze Štítného, a to už od prací z let 1903—1910, kdy uveřejňoval své cenné objevy o pramenech jeho spisů. Převratná byla studie o Štítném a jeho díle v Ottově Slovníku naučném nové doby VI/2, 1943, s. 873n. Byl znalcem celého rozsáhlého díla tohoto myslitele, z velké části dosud nevydaného, jeho jazyka a stylu a jeho vztahu k soudobé literatuře latinské, takže podstatně přestavěl celkový obraz vývoje jeho díla a rozšířil je o nové, dosud nepoznané spisy. Pořídil také vzorné vydání štítenského Sborníku vyšehradského (1. svazek, úvod a text, vyšel v roce 1960; 2. svazek, slovník, který sestavil spolu s J. Daňhelkou, byl vydán v roce 1969).
Předmětem jeho zájmu byly i další osobnosti reformně náboženského hnutí, jmenovitě Jan Hus, Petr Chelčický, Jan Rokycana, Jan Blahoslav a Jan Amos Komenský. Každý jeho i drobný příspěvek obsahoval vždy nějaký objev literární, historický nebo textologický. K dobám Ryšánkova působení na Slovensku se váže rozsáhlý Slovník k Žilinské knize (byl vydán až v roce 1954). Pozornost věnoval i Alexandreidě a legendě o svaté Kateřině. Jako vedoucí oddělení pro dějiny jazyka Ústavu pro jazyk český se významně podílel na přípravách k vydávání nového Staročeského slovníku a byl členem hlavní redakce tohoto díla.
V letech 1957–1961 byl spoluredaktorem Listů filologických. 
Bibliografie prací F. Ryšánka do roku 1957 je obsažena v článku:
- TYL, Zdeněk. Soupis vědeckých prací akademika Františka Ryšánka. Slovo a slovesnost. 1957, roč. 18, čís. 4, s. 195–197. Dostupné online.

Práce z posledního období Ryšánkova života jsou uvedeny v článku:
- NEDVĚDOVÁ, Milada. K devadesátinám akademika Františka Ryšánka. Naše řeč. 1967, roč. 50, čís. 4, s. 193–199. Dostupné online.